# Nógrádsipek
Nógrádsipek è un comune dell'Ungheria di 744 abitanti (dati 2001). È situato nella contea di Nógrád.